# 东城街道 (四会市)
东城街道，是中华人民共和国广东省肇庆市四会市下辖的一个乡镇级行政单位。

## 行政区划
东城街道下辖以下地区：
马田社区、窦口社区、陶丽社区、槎山社区、黄岗社区、沙田园社区、东方红社区、玉城社区、清塘村、陶塘村、陶冲村、河东村、清东村、黄岗村、沙头村、前锋村、前进村和光辉村。